# ألبرت براون (لاعب كريكت)
ألبرت براون (بالإنجليزية: Albert Brown)‏ (22 ديسمبر 1890 بملبورن في أستراليا - 17 نوفمبر 1954) هو لاعب كريكت أسترالي. لعب مع فريق فكتوريا للكريكت.

## وصلات خارجية
- ألبرت براون (لاعب كريكت) على موقع إي آس بي آن كريك إنفو (الإنجليزية)